# Планета Земля (серіал)
Планета Земля — багатосерійний природничий телефільм 2006 року, створений Відділом BBC з природознавства та історії. Провівши чотири роки зйомок, це був найдорожчий природничий документальний фільм коли-небудь фінансований BBC, і також першим знятий у HD якості. Співавторами телефільму виступили Канал Discovery та NHK в об'єднанні з CBC, які визначили твір як «найостанніший погляд на різноманіття нашої планети».
Планета Земля вперше вийшла на екрани у Великій Британії на каналі BBC One в березні 2006 року, а в США через рік на каналі Discovery. До червня 2007 фільм було показано в 130 країнах по всьому світу. Оригінальна версія BBC була озвучена голосом Девіад Аттенбороу за дирекції Аластер Фозергіл. На каналі Discovery фільмом керував виконавчий директор Маурін Лемір з озвученням голосом Сігурні Вівер замість Аттенборо.
Телефільм налічує одинадцять епізодів, кожен з яких показує масштабне висвітлення різних умов існування на Землі. Наприкінці кожного 48-хвилинного епізоду 10-хвилинний додаток доповнюючи розказує про позакадрові сцени та складні випробування при зніманні фільму.

## Епізоди
|  | "Сто років тому на Землі жило півтора мільярда людей. Зараз понад шість мільярдів населяє нашу тендітну планету. Та навіть попри це усе ще залишаються місця, майже не чіпані людством. Цей телефільм проведе вас останніми найвіддаленішими кутками і покаже вам планету і її дикий світ таким, яким ви ніколи його ще не бачили." |

### 1. «Від полюса до полюса»
Перший епізод висвітлює «подорож» довкола земної кулі і показує вплив поступових кліматичних змін і сезонних переходів на шляху. Протягом антарктичної зими, імператорські пінгвіни витримують чотири місяці сутінок без їжі при температурі -70 °C. Тим часом в Арктику прийшла весна і дитинчата білого ведмедя роблять свої перші кроки у світ криги, що швидко тане. У північній Канаді відбувається найдовша наземна міграція тварин — три мільйони карибу долають шлях 3200 км. Тут же на них полюють вовки. Східна лісова Росія є домівкою для амурського леопарда, який з дикою популяцією лишень 40 тварин, зараз є найрідкіснішим котом світу. В першу чергу це спричинене руйнуванням його ареалу існування, що «символізує крихкість природної спадщини.» Однак, тропічні джунглі, що покривають 3 % поверхні планети, підтримують існування 50 % видів на ній. Серед представлених видів райська пташка з Нової Ґвінеї, Африканські пси на полюванні ефектно вистежують імпалу, слони Африки мігрують до води в дельті Окаванґо, сезонний розквіт життя в посушливій пустелі Калахарі, а також 300 000 мігруючих байкальських чирків, що містять у своїй зграї усю земну популяцію свого виду.

### 2. «Гори»

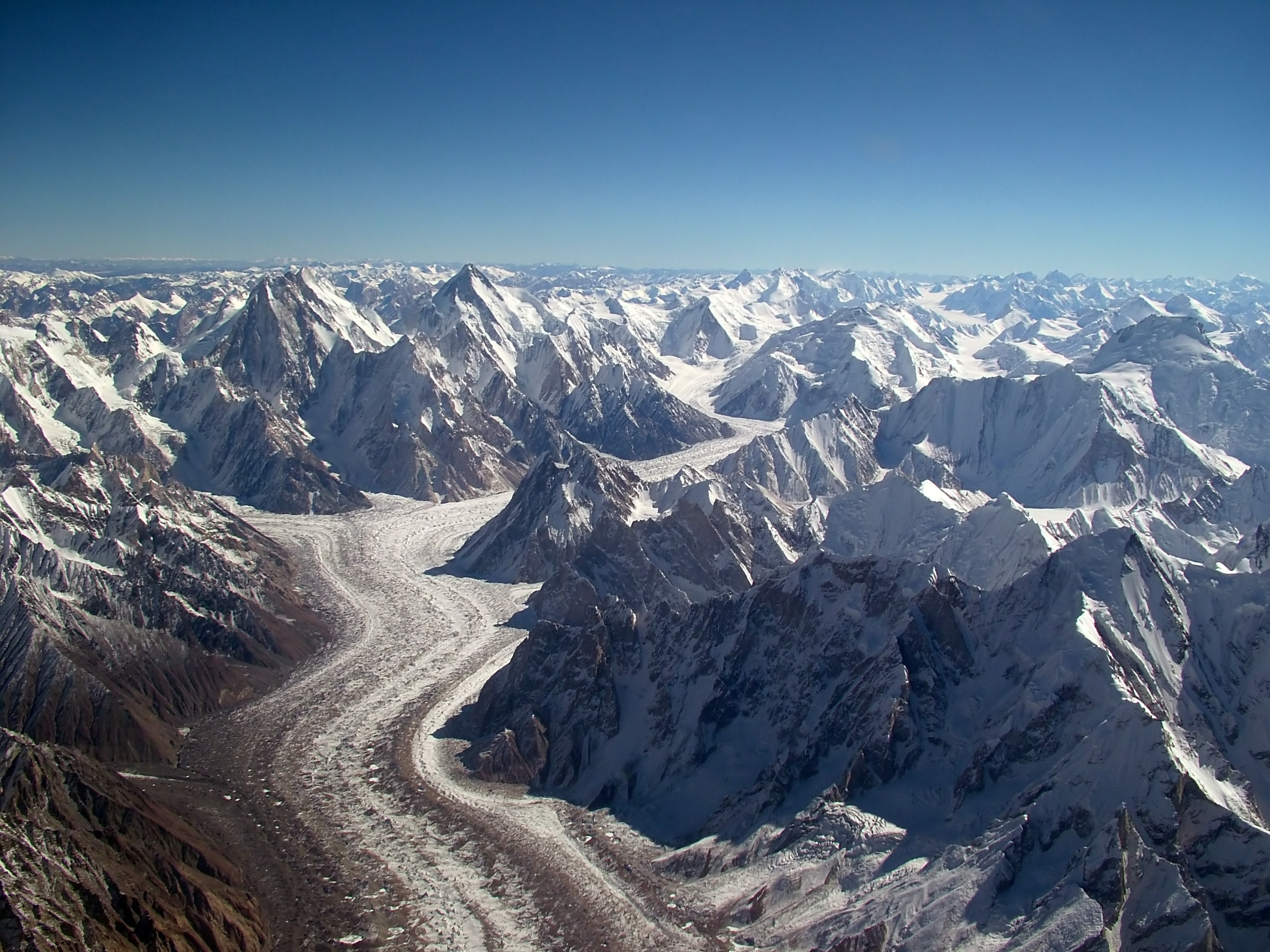
Льодовик Балторо в Каракорум

Друга серія зосереджує фокус на горах. Усі основні хребти досліджено з допомогою розширеного аерофотознімання. Ерта Але в Ефіопії найдовше постійно активний вулкан вже понад 100 років. На сусідніх полонинах живуть джелади — єдині у світі майже цілковито травоїдні примати. На цих крутих п'ятикілометрових схилах оселилась найчисельніша група у 800 тварин. Поруч з ними проживає небезпечний Валійський козел, тож обидва види по черзі пильнують себе від нападу хижих ефіопських вовків. Анди мають найбільш нестабільні погодні умови й тут показано, як гуанако переживають сильну хуртовину, поряд з незвичною групою зазвичай одинокої пуми. Альпійські верхівки завжди засніжені, окрім гори Маттергорн, яка занадто крута, щоб могла втримати сніг. Ведмежата грізлі вперше виходять з барлоги в Скелястих горах, в це час бачимо в Гімалаях таких мешканців, як гвинторогий козел під час гону, беркути на полюванні на мігруючих бузьків, а також рідкісний сніжний барс. Зі східного краю хребта, панди не можуть впасти в зимову сплячку у зв'язку з неблагополучним врожаєм бамбука й одна з них заколисує своє одно-тижневе дитинча. Також показано найбільший на Землі гірський льодовик Балторо в Пакистані, який становить 70 км в довжину і видимий з космосу.

### 3. «Прісна вода»
Епізод описує життя річок і деяких видів, що живуть у цьому середовищі. Лише 3 % води світу є прісною, але все живе на Землі, зрештою залежить від неї. Її подорож починається з потічку в горах, представлена річкою Тепуі у Венесуелі, де тропічні зливи йдуть майже щодня. Далі вона мандрує сотні кілометрів, поки не зустрічає пороги. Знятий з гелікоптера панорамною камерою, один сюжет демонструє безмірність водоспаду Анхель, найвищого у світі з вільним падінням води. Потік летить неперервно близько кілометра і значно роздувається вітрами в мряку допоки досягає підніжжя. У водах Японії мешкає найбільша амфібія — двометрова саламандра, а у північній півкулі лосось здійснює найбільшу міграцію, під час якої на нього полює ведмідь грізлі. Ерозійний характер річок представляє Гранд-Каньйон, утворений понад 5000 тисяч років тому річкою Колорадо. Також показано гладкошерсту видру, що сміливою компанією відганяє крокодила і його Нільського кузена, який вичікує гну, що перетинають річку Мара. В Пантаналі багато рожевих колпіців стають жертвами очкових кайманів. Крім того, є цихлиди, піраньї, річкові дельфіни і пірнальні крабоїдні макаки.

### 4. «Печери»
Цей епізод досліджує «Останній рубіж планети Земля»: печери. Найглибша вертикальна печера у світі, Мексиканська Ластівчина дозволяє бейс-джамперам здійснювати 400-метрове вільне падіння вглиб землі. У своєму об'ємі вона здатна поховати Київську телевежу. Не менш вражають дослідження немовби потойбічних сенотів півострова Юкатан. Ніби літаючи у чистій, як повітря, воді, пірнальники дозволяють нам краєм ока поглянути на сотні вже нанесених на мапу підземних коридорів.

### 11. «Океанські глибини»
Океан справді величезний! Він займає на Землі простір удвічі більший, ніж суходіл. По суті він складається з 4 океанів — Тихого, Атлантичного, Індійського та Північного Льодовитого. Хоча всі вони називаються по-різному, проте сполучуються один з одним і утворюють єдиний великий Світовий океан. Подалі від узбережжя середня глибина океану близько 4 км.